# 古川町立末真小学校
古川町立末真小学校 （ふるかわちょうりつ すえざねしょうがっこう）は、かつて岐阜県吉城郡古川町（現・飛騨市古川町）に存在した公立小学校。

## 概要
- 校区は末真であり、旧・細江村の小学校であった。古川町が農村部の過疎化による小規模校の複式学級を解消するために、隣接校の統合をすすめたことにより、1963年、袈裟丸小学校、信包小学校と統合し、中山小学校の新設により廃校。
- 校舎は中山小学校末真分教室として1964年まで使用された。跡地は末高総合研修センターなどとなっている。

## 沿革
- 1906年（明治39年） - 末真地区が袈裟丸尋常小学校から分立し、末真尋常小学校として開校する。
- 1908年（明治41年） - 裁縫科を設置する。
- 1911年（明治44年） - 校舎を増築する。
- 1914年（大正3年） - 農業補習学校を併設する。
- 1928年（昭和3年） - 青年訓練所を併設する。
- 1933年（昭和8年） - 青年訓練所を廃止する。
- 1941年（昭和16年）4月1日 - 末真国民学校に改称する。
- 1947年（昭和22年）4月1日 - 細江村立末真小学校に改称する。
- 1956年（昭和31年）4月1日 - 古川町、細江村、小鷹利村が合併し、改めて古川町が発足。同時に古川町立末真小学校に改称する。
- 1963年（昭和38年）3月 - 袈裟丸小学校、信包小学校と統合し、中山小学校の新設により廃校。校舎は中山小学校末真分教室となる。